# Soerensenella formosana
Soerensenella formosana is een hooiwagen uit de familie Triaenonychidae.